# Дидактика
Дидактика (од грч. διδάσκειν — подучавати) је педагошка дисциплина која се бави проблемом наставе у најширем смислу. Циљ дидактике је да открије принципе и законе успешне наставне делатности (задаци, програм, методи), како би практично унапредила процес образовања. Педагогија је уско везана за психологију бавећи се изучавањем психолошких аспеката образовних и васпитних процеса, користи теоријске моделе који су развијени у филозофији, психологији и социологији, као и различите педагошке теорије и поставке, посебно теоријске моделе подучавања и учења.
Дидактика се може схватити и као подручје педагогије које се бави теоријама, идејама, начелима усмереним ка успешном извођењу образовног процеса и практично је усмерена, за разлику од педагогије која истражује образовање на много вишој теоријској основи.
Старији дидактички концепти били су усмерени ка подучавању и наставнику, док су новији усмерени ка ученику и процесу учења.
Овај чланак или његов део изворно је преузет из Речника социјалног рада Ивана Видановића уз одобрење аутора.